# Ophiomyia campanularum
Ophiomyia campanularum är en tvåvingeart som beskrevs av Jaroslav Stary 1930. Ophiomyia campanularum ingår i släktet Ophiomyia och familjen minerarflugor. Arten är reproducerande i Sverige. Inga underarter finns listade i Catalogue of Life.